# 遼寧対外経貿学院
遼寧対外経貿学院（りょうねい たいがいけいぼう がくいん、英語: Liaoning University of International Business and Economics、公用語表記: 中国語: 辽宁对外经贸学院）は、中華人民共和国遼寧省大連市旅順口区旅順経済開発区に本部を置く中華人民共和国の国立大学。1998年創立、2005年大学設置。大学の略称はLUIBE。
主に外国貿易・経済・外国語関係の人材養成を主眼としている。 

## 沿革
- 1997年4月-着工
- 1998年2月-遼寧省对外貿易学校民弁分校として開校
- 1999年7月-万成経貿職業学院と改称。
- 2001年2月-遼寧対外経貿職業学院と改称
- 2005年3月-遼寧対外経貿学院と改称。

## 参照項目
- 対外経済貿易大学（北京市）